# Aziatisch kampioenschap voetbal 1968
Het Aziatisch kampioenschap voetbal 1968 was de vierde editie van het Aziatisch kampioenschap voetbal en werd van 10 mei tot 19 mei 1968 in Iran gehouden. Voor het eerst waren er 5 teams op het toernooi. Iran (gastland) en Israël (titelverdediger) waren automatisch geplaatst.

## Kwalificatie

### Groep 1
| Land     | Wed | W | G | V | DV | DT | Ptn |
| -------- | --- | - | - | - | -- | -- | --- |
| Birma    | 3   | 3 | 0 | 0 | 5  | 0  | 6   |
| Cambodja | 3   | 2 | 0 | 1 | 4  | 2  | 4   |
| Pakistan | 3   | 0 | 1 | 2 | 1  | 4  | 1   |
| India    | 3   | 0 | 1 | 2 | 2  | 6  | 1   |

- Alle wedstrijden werden in Birma gespeeld.

Birma gekwalificeerd voor het hoofdtoernooi.
|                                     |       |       |       |         |
| 12 november 1967 «onderlinge duels» | Birma | 2 – 0 | India | Rangoon |
| 12 november 1967 «onderlinge duels» |       |       |       | Rangoon |

|                                     |          |       |          |         |
| 13 november 1967 «onderlinge duels» | Cambodja | 1 – 0 | Pakistan | Rangoon |
| 13 november 1967 «onderlinge duels» |          |       |          | Rangoon |

|                                     |          |       |       |         |
| 15 november 1967 «onderlinge duels» | Pakistan | 1 – 1 | India | Rangoon |
| 15 november 1967 «onderlinge duels» |          |       |       | Rangoon |

|                                     |       |       |          |         |
| 16 november 1967 «onderlinge duels» | Birma | 1 – 0 | Cambodja | Rangoon |
| 16 november 1967 «onderlinge duels» |       |       |          | Rangoon |

|                                     |          |       |       |         |
| 18 november 1967 «onderlinge duels» | Cambodja | 3 – 1 | India | Rangoon |
| 18 november 1967 «onderlinge duels» |          |       |       | Rangoon |

|                                     |       |       |          |         |
| 19 november 1967 «onderlinge duels» | Birma | 2 – 0 | Pakistan | Rangoon |
| 19 november 1967 «onderlinge duels» |       |       |          | Rangoon |

### Groep 2
| Land         | Wed | W | G | V | DV | DT | Ptn |
| ------------ | --- | - | - | - | -- | -- | --- |
| Hongkong     | 4   | 4 | 0 | 0 | 9  | 1  | 8   |
| Thailand     | 4   | 2 | 0 | 2 | 5  | 4  | 4   |
| Zuid-Vietnam | 4   | 2 | 0 | 2 | 4  | 4  | 4   |
| Maleisië     | 4   | 1 | 1 | 2 | 4  | 5  | 3   |
| Singapore    | 4   | 0 | 1 | 3 | 2  | 10 | 1   |

- Alle wedstrijden werden in Hongkong gespeeld.

Hongkong gekwalificeerd voor het hoofdtoernooi.
|                                  |          |       |              |          |
| 22 maart 1967 «onderlinge duels» | Hongkong | 2 – 0 | Zuid-Vietnam | Hongkong |
| 22 maart 1967 «onderlinge duels» |          |       |              | Hongkong |

|                                  |          |       |           |          |
| 24 maart 1967 «onderlinge duels» | Maleisië | 1 – 1 | Singapore | Hongkong |
| 24 maart 1967 «onderlinge duels» |          |       |           | Hongkong |

|                                  |          |       |              |          |
| 24 maart 1967 «onderlinge duels» | Thailand | 0 – 1 | Zuid-Vietnam | Hongkong |
| 24 maart 1967 «onderlinge duels» |          |       |              | Hongkong |

|                                  |          |       |           |          |
| 26 maart 1967 «onderlinge duels» | Thailand | 4 – 1 | Singapore | Hongkong |
| 26 maart 1967 «onderlinge duels» |          |       |           | Hongkong |

|                                  |          |       |          |          |
| 26 maart 1967 «onderlinge duels» | Hongkong | 3 – 1 | Maleisië | Hongkong |
| 26 maart 1967 «onderlinge duels» |          |       |          | Hongkong |

|                                  |              |       |          |          |
| 29 maart 1967 «onderlinge duels» | Zuid-Vietnam | 0 – 2 | Maleisië | Hongkong |
| 29 maart 1967 «onderlinge duels» |              |       |          | Hongkong |

|                                  |          |       |           |          |
| 29 maart 1967 «onderlinge duels» | Hongkong | 2 – 0 | Singapore | Hongkong |
| 29 maart 1967 «onderlinge duels» |          |       |           | Hongkong |

|                                  |          |       |          |          |
| 31 maart 1967 «onderlinge duels» | Thailand | 1 – 0 | Maleisië | Hongkong |
| 31 maart 1967 «onderlinge duels» |          |       |          | Hongkong |

|                                 |          |       |          |          |
| 2 april 1967 «onderlinge duels» | Hongkong | 2 – 0 | Thailand | Hongkong |
| 2 april 1967 «onderlinge duels» |          |       |          | Hongkong |

|                                 |              |       |           |          |
| 2 april 1967 «onderlinge duels» | Zuid-Vietnam | 3 – 0 | Singapore | Hongkong |
| 2 april 1967 «onderlinge duels» |              |       |           | Hongkong |

### Groep 3
| Land       | Wed | W | G | V | DV | DT | Ptn |
| ---------- | --- | - | - | - | -- | -- | --- |
| Taiwan     | 4   | 3 | 1 | 0 | 15 | 4  | 7   |
| Japan      | 4   | 3 | 1 | 0 | 8  | 4  | 7   |
| Zuid-Korea | 4   | 1 | 1 | 2 | 9  | 4  | 3   |
| Indonesië  | 4   | 1 | 1 | 2 | 10 | 6  | 3   |
| Filipijnen | 4   | 0 | 0 | 4 | 0  | 24 | 0   |

- Alle wedstrijden werden in Taiwan gespeeld.

Taiwan gekwalificeerd voor het hoofdtoernooi.
|                                 |        |       |       |        |
| 27 juli 1967 «onderlinge duels» | Taiwan | 2 – 2 | Japan | Taiwan |
| 27 juli 1967 «onderlinge duels» |        |       |       | Taiwan |

|                                 |            |       |           |        |
| 27 juli 1967 «onderlinge duels» | Zuid-Korea | 1 – 1 | Indonesië | Taiwan |
| 27 juli 1967 «onderlinge duels» |            |       |           | Taiwan |

|                                    |        |       |            |        |
| 1 augustus 1967 «onderlinge duels» | Taiwan | 9 – 0 | Filipijnen | Taiwan |
| 1 augustus 1967 «onderlinge duels» |        |       |            | Taiwan |

|                                    |       |       |            |        |
| 1 augustus 1967 «onderlinge duels» | Japan | 2 – 1 | Zuid-Korea | Taiwan |
| 1 augustus 1967 «onderlinge duels» |       |       |            | Taiwan |

|                                    |        |       |           |        |
| 3 augustus 1967 «onderlinge duels» | Taiwan | 3 – 2 | Indonesië | Taiwan |
| 3 augustus 1967 «onderlinge duels» |        |       |           | Taiwan |

|                                    |       |       |            |        |
| 3 augustus 1967 «onderlinge duels» | Japan | 2 – 0 | Filipijnen | Taiwan |
| 3 augustus 1967 «onderlinge duels» |       |       |            | Taiwan |

|                                    |       |       |           |        |
| 5 augustus 1967 «onderlinge duels» | Japan | 2 – 1 | Indonesië | Taiwan |
| 5 augustus 1967 «onderlinge duels» |       |       |           | Taiwan |

|                                    |            |       |            |        |
| 5 augustus 1967 «onderlinge duels» | Zuid-Korea | 7 – 0 | Filipijnen | Taiwan |
| 5 augustus 1967 «onderlinge duels» |            |       |            | Taiwan |

|                                    |        |       |            |        |
| 7 augustus 1967 «onderlinge duels» | Taiwan | 1 – 0 | Zuid-Korea | Taiwan |
| 7 augustus 1967 «onderlinge duels» |        |       |            | Taiwan |

|                                    |           |       |            |        |
| 7 augustus 1967 «onderlinge duels» | Indonesië | 6 – 0 | Filipijnen | Taiwan |
| 7 augustus 1967 «onderlinge duels» |           |       |            | Taiwan |

## Gekwalificeerde landen
| Land       | Aantal deelnames | Huidig aantal deelnames op rij | Vorige deelname |
| ---------- | ---------------- | ------------------------------ | --------------- |
| Birma      | 1ste             | 1                              | -               |
| Hongkong   | 3de              | 2                              | 1964            |
| Iran (g)   | 1ste             | 1                              | -               |
| Israël (t) | 4de              | 4                              | 1964            |
| Taiwan     | 2de              | 1                              | 1960            |

- (g) = gastland
- (t) = titelverdediger

## Stadions
| Teheran            | · Teheran |
| ------------------ | --------- |
| Amjadieh Stadium   | · Teheran |
| Capaciteit: 30.000 | · Teheran |
|                    | · Teheran |

## Eindronde

### Eindstand
| Pos | Land     | Wed | Win | Gel | Ver | DV | DT | +/− | Pnt |
| --- | -------- | --- | --- | --- | --- | -- | -- | --- | --- |
| 1   | Iran     | 4   | 4   | 0   | 0   | 11 | 2  | +9  | 8   |
| 2   | Birma    | 4   | 2   | 1   | 1   | 5  | 4  | +1  | 5   |
| 3   | Israël   | 4   | 2   | 0   | 2   | 11 | 5  | +6  | 4   |
| 4   | Taiwan   | 4   | 0   | 2   | 2   | 3  | 10 | −7  | 2   |
| 5   | Hongkong | 4   | 0   | 1   | 3   | 2  | 11 | −9  | 1   |

### Wedstrijden
|                                |                         |       |          |                                                                                    |
| 10 mei 1968 «onderlinge duels» | Iran                    | 2 – 0 | Hongkong | Amjadiehstadion, Teheran Toeschouwers: 28.000 Scheidsrechter: Norman Boswell (MYA) |
| 10 mei 1968 «onderlinge duels» | Behzadi 70' Jabbari 88' |       |          | Amjadiehstadion, Teheran Toeschouwers: 28.000 Scheidsrechter: Norman Boswell (MYA) |

|                                |                  |       |                    |                          |
| 11 mei 1968 «onderlinge duels» | Taiwan           | 1 – 1 | Birma              | Amjadiehstadion, Teheran |
| 11 mei 1968 «onderlinge duels» | Lim Lu-shoor 63' |       | 13' Maung Hla Htay | Amjadiehstadion, Teheran |

|                                                     |                    |         |                                                   |                                                                                     |
| 12 mei 1968 «onderlinge duels» 18:00 uur (UTC+3:30) | Hongkong           | 1 – 6   | Israël                                            | Amjadiehstadion, Teheran Toeschouwers: 15.000 Scheidsrechter: Batha Chaterchi (IND) |
| 12 mei 1968 «onderlinge duels» 18:00 uur (UTC+3:30) | Yuan Kuan Yick 76' | Verslag | 9', 53' Spiegler 52', 65' Spiegel 61', 71' Romano | Amjadiehstadion, Teheran Toeschouwers: 15.000 Scheidsrechter: Batha Chaterchi (IND) |

|                                |                                                  |       |        |                                                                                     |
| 13 mei 1968 «onderlinge duels» | Iran                                             | 4 – 0 | Taiwan | Amjadiehstadion, Teheran Toeschouwers: 30.000 Scheidsrechter: Alex Joseph Vaz (IND) |
| 13 mei 1968 «onderlinge duels» | Behzadi 31' Kalani 34' Eftekhari 51' Farzami 56' |       |        | Amjadiehstadion, Teheran Toeschouwers: 30.000 Scheidsrechter: Alex Joseph Vaz (IND) |

|                                                     |                 |         |        |                                                                                    |
| 14 mei 1968 «onderlinge duels» 18:00 uur (UTC+3:30) | Birma           | 1 – 0   | Israël | Amjadiehstadion, Teheran Toeschouwers: 20.000 Scheidsrechter: Norman Boswell (MAS) |
| 14 mei 1968 «onderlinge duels» 18:00 uur (UTC+3:30) | Suk Bahadur 42' | Verslag |        | Amjadiehstadion, Teheran Toeschouwers: 20.000 Scheidsrechter: Norman Boswell (MAS) |

|                                |               |       |             |                          |
| 15 mei 1968 «onderlinge duels» | Hongkong      | 1 – 1 | Taiwan      | Amjadiehstadion, Teheran |
| 15 mei 1968 «onderlinge duels» | Li Kwok Keung |       | Lo Kwok-tai | Amjadiehstadion, Teheran |

|                                |              |       |                                     |                                                                              |
| 16 mei 1968 «onderlinge duels» | Birma        | 1 – 3 | Iran                                | Amjadiehstadion, Teheran Toeschouwers: 30.000 Scheidsrechter: Natrajan (IND) |
| 16 mei 1968 «onderlinge duels» | Aung Khi 50' |       | 2' Kalani 60' Eftekhari 71' Behzadi | Amjadiehstadion, Teheran Toeschouwers: 30.000 Scheidsrechter: Natrajan (IND) |

|                                                     |                                          |         |                   |                                                                                   |
| 17 mei 1968 «onderlinge duels» 16:00 uur (UTC+3:30) | Israël                                   | 4 – 1   | Taiwan            | Amjadiehstadion, Teheran Toeschouwers: 20.000 Scheidsrechter: Narayan Ghosh (IND) |
| 17 mei 1968 «onderlinge duels» 16:00 uur (UTC+3:30) | Romano 2', 60' Rosenthal 70' Spiegel 76' | Verslag | 45+1' Li Huan-wen | Amjadiehstadion, Teheran Toeschouwers: 20.000 Scheidsrechter: Narayan Ghosh (IND) |

|                                |       |       |          |                          |
| 18 mei 1968 «onderlinge duels» | Birma | 2 – 0 | Hongkong | Amjadiehstadion, Teheran |
| 18 mei 1968 «onderlinge duels» |       |       |          | Amjadiehstadion, Teheran |

|                                                     |                              |         |             |                                                                                     |
| 19 mei 1968 «onderlinge duels» 18:00 uur (UTC+3:30) | Iran                         | 2 – 1   | Israël      | Amjadiehstadion, Teheran Toeschouwers: 38.000 Scheidsrechter: Alex Joseph Vaz (IND) |
| 19 mei 1968 «onderlinge duels» 18:00 uur (UTC+3:30) | Behzadi 75' Ghelichkhani 86' | Verslag | 56' Spiegel | Amjadiehstadion, Teheran Toeschouwers: 38.000 Scheidsrechter: Alex Joseph Vaz (IND) |

| Winnaar Azië Cup 1968 |
| --------------------- |
|                       |
| IRAN 1ste titel       |

## Doelpuntenmakers
4 doelpunten
- Homayoun Behzadi
- Giora Spiegel
- Moshe Romano

2 doelpunten
- Akbar Eftekhari
- Hossein Kalani
- Mordechai Spiegler

1 goal
- Aung Khi
- Maung Hla Htay
- Suk Bahadur

- Ali Jabbari
- Gholam Hossein Farzami
- Parviz Ghelichkhani
- Shmuel Rosenthal
- Li Kwok Keung

- Yuan Kuan Yick
- Lim Lu-shoor
- Li Huan-wen
- Lo Kwok-tai